# Mont Dawson
Pour les articles homonymes, voir Dawson.
Le mont Dawson (anglais : Mount Dawson) est le plus haut sommet du parc national des Glaciers et le second sommet de la chaîne Selkirk après le mont Sir Sandford.

## Toponymie
Le sommet a été nommé en 1888 par le révérend W.S. Green en l'honneur de George Mercer Dawson, géologue membre de la commission de la frontière internationale. Ses relevés de terrain du Yukon et de la Colombie-Britannique permirent la compréhension de la formation de la cordillère.